# Radkov (kraj morawsko-śląski)
Radkov (niem. Ratkau) – gmina w Czechach, w powiecie Opawa, w kraju morawsko-śląskim. Według danych z dnia 1 stycznia 2012 liczyła 520 mieszkańców.
W miejscowości znajdują się ruiny zamku Vikštejn z XIII wieku.